# Bettina Zech
Bettina Zech (* 5. September 1980) ist eine deutsche Schauspielerin und Synchronsprecherin.

## Leben und Karriere
Zech wurde am 5. September 1980 geboren. Sie besuchte die Schauspielschule ISSA in München. Ihr Debüt gab sie 2010 in der Fernsehserie Dr. Hope – Eine Frau gibt nicht auf. Anschließend hatte sie 2011 in Sex, Dogz and Rock n Roll eine Sprechrolle. 2012 wurde sie für den Fernsehfilm Frühling für Anfänger gecastet. Für die Sitcom Mighty Med – Wir heilen Helden synchronisierte Zech Paris Berelc in der Rolle Skylar Storm. Außerdem sprach sie Elli/Leyla in der Serie Die Musketiere und Claire in dem Film Night City.
Neben ihrer Muttersprache Deutsch spricht sie noch fließend Englisch und etwas Französisch.

## Filmografie
- 2010: Dr. Hope – Eine Frau gibt nicht auf
- 2012: Frühling: Frühling für Anfänger

## Sprechrolle
- 2011: Sex, Dogz and Rock n Roll (Jenna Jamsom)
- 2014: Mighty Med – Wir heilen Helden (Skylar Storm)
- 2015: Night City (Claire)
- 2020: Possessor (Alice)
- 2021: Die Musketiere (Elli/Leyla)
- 2025: Nine Puzzles (Yoon Go-eun)

## Hörspiele (Auswahl)
- 2012: Sönke Strohkark: Von Opfern und Tätern – Regie: Sönke Strohkark (Original-Hörspiel, Kriminalhörspiel – Fear4Ears Productions, ausgestrahlt vom Südwestrundfunk)[5]